# Ordynariat Polowy Paragwaju
Ordynariat Polowy Paragwaju (hiszp. Obispado de las Fuerzas Armadas y la Policia Nacional del Paraguay) – ordynariat polowy Kościoła rzymskokatolickiego w Paragwaju podległy bezpośrednio Rzymowi. Został erygowany 20 grudnia 1961 roku.

## Ordynariusze
- Augustin Rodríguez (1965 – 1969)
- Juan Moleón Andreu (1972 – 1980 )
- Pastor Cuquejo (1992 – 2002)
- Ricardo Valenzuela (2003 - 2010)
- Adalberto Martínez (2012 - 2018)